# Cratere Ikej
Ikej  è un cratere sulla superficie di Marte.